# Пухначёв, Владислав Васильевич
Владислав Васильевич Пухначёв (род. 29 марта 1939, Новосибирск) — советский и российский учёный в области механики сплошных сред, член-корреспондент РАН. Профессор Новосибирского государственного университета, заведующий кафедрой теоретической механики (с 2007).

## Биография
Сын известного поэта-песенника Василия Михайловича Пухначёва, брат известного популяризатора науки Юрия Пухначёва.
В 1955 году окончил среднюю школу (ныне МБОУ СОШ № 12) в Новосибирске и поступил на аэромеханический факультет Московского физико-технического института (МФТИ), который окончил в 1961 году.
По распределению принят на работу в Институт гидродинамики СО АН СССР (1961), младший научный сотрудник. В 1964 году защитил кандидатскую диссертацию «Обустойчивости детонации Чепмена-Жугэ». С 1967-го по 1978-й год — старший научный сотрудник.
Доктор физико-математических наук (1974).
В 1978 году возглавил Лабораторию прикладной гидродинамики, которой руководил до 2010 года. Затем — главный научный сотрудник Лаборатории прикладной и вычислительной гидродинамики.
Избран членом-корреспондентом РАН по специальности «Механика» 30 мая 1997 года.

## Награды и премии
- Премия имени М. А. Лаврентьева (совместно с В. А. Солонниковым, за 2009 год) — за цикл работ «Задачи со свободной границей для уравнений Навье-Стокса»